# رالف أوكيسون
رالف أوكيسون Ralf Åkesson لاعب شطرنج سويدي يحمل لقب أستاذ كبير.
- ولد في 8 فبراير 1961 في أوكسيلوزوند.
- حصل على لقب أستاذ دولي عام 1981.
- حصل على لقب أستاذ كبير عام 1995.
- فاز ببطولة أوروبا للشباب تحت 20 سنة في غروننغن عام 1981.
- فاز ببطولة السويد للشطرنج عام 1985 و 1999.
- اشترك ثلاث مرات في أولمبياد الشطرنج تحت العلم السويدي أعوام 1996، 1998 و2000.
- بلغ أفضل تصنيف له 2535 نقطة في يوليو 1999.
- لعب لنوادي الشطرنج السويدية مثل فاستيروس إس كي ونادي سودرا إس إس، ولعب لنادي بلجيكي هو ليوفن سنترال.

## وصلات خارجية
- رالف أوكيسون على موقع الاتحاد الدولي للشطرنج (الإنجليزية)
- رالف أوكيسون على موقع مباريات الشطرنج (الإنجليزية)
- رالف أوكيسون على موقع 365Chess.com (الإنجليزية)
- رالف أوكيسون على موقع Chesstempo.com (الإنجليزية)
- رالف أوكيسون على موقع اتحاد المراسلات الدولية للشطرنج (الإنجليزية)
- رالف أوكيسون على موقع الاتحاد الأمريكي للشطرنج (الإنجليزية)
- رالف أوكيسون سجل أولمبياد الشطرنج على موقع OlimpBase.org (الإنجليزية)